# Posąg Flory w Szczecinie
Posąg Flory w Szczecinie – barokowy pomnik usytuowany na Placu Orła Białego, przedstawiający Florę, rzymską boginię urodzaju i wiosny.

## Historia
Posąg wykonany został z saksońskiego piaskowca około roku 1730 (inne źródła mówią o latach 80. XVIII w.) przez Johanna Georga Glumego według projektu Johanna Konrada Kocha.
W skład grupy figuralnej wchodzi postać Flory trzymającej kosz kwiatów wraz z dwoma puttami po obu jej stronach: jeden wspinający się po rogu obfitości, drugi układający kwiaty w koszu.
Początkowo pomnik wieńczył attykę szczecińskiego Pałacu Grumbkowa (Pałac pod Globusem), następnie przeniesiono go do pałacowego ogrodu. W 1906 trafił do Parku Żeromskiego jako ozdoba Domu Parkowego.
Jesienią 1945 pomnik Flory, pozbawiony głowy i rąk oraz postaci kupidynków, znaleziono wśród gruzów na dziedzińcu muzeum przy ul. Staromłyńskiej.
W 1953 dokonano renowacji pomnika i ustawiono go na skraju Parku Żeromskiego. W latach 70. pomnik przeniesiono w pobliże Bramy Królewskiej, następnie na kilka lat ustawiony był przy skrzyżowaniu ulic Panieńskiej i Kuśnierskiej. W 1991, po gruntownej konserwacji, trafił na Plac Orła Białego.